# Jérôme Dubois
Jérôme Dubois est un auteur de bandes dessinées, illustrateur et graphiste né le 10 avril 1989 à Rueil-Malmaison.

## Biographie
Après des études à l'Atelier de Sèvres puis aux Arts décoratifs de Strasbourg, c'est au retour d'un voyage en Corée du Sud qu'il écrit et dessine sa première bande dessinée Jimjilbang dans laquelle il raconte le malaise ressenti à la visite de ce pays ,,.
En 2017, il s'inspire du mythe du Golem de Gustav Meyrink et de Frankenstein de Mary Shelley pour réaliser sa deuxième bande dessinée intitulée Tes yeux ont vu. L'ouvrage reçoit en 2019 le Prix littéraire des Lycéens, apprentis et stagiaires d'Île de France. En 2018, paraît l'ouvrage Bien normal, recueil de strips humoristiques en 4 cases.
En septembre 2020, Jérôme Dubois signe deux bandes dessinées, en miroir l'une de l'autre, Citéville et Citéruine qui paraissent simultanément chez deux éditeurs différents. L'ouvrage Citéville (Éditions Cornélius) a pour sujet une ville fictive composée de neuf lieux qui sont autant de chapitres du livre. Dans Citéruine (Éditions Matière), l'auteur présente une version de la même ville en ruine et vidée de ses habitants.
Le projet donne lieu à plusieurs expositions, la première en 2020 à la galerie parisienne Arts factory. Puis en 2021, à la Médiathèque Françoise Sagan dans le cadre du festival Formula Bula. Une troisième exposition est organisée en 2022, durant le Festival du film sur l'architecture et l'espace urbain organisé en partenariat avec les Rencontres du 9e art d'Aix-en-Provence. Les deux ouvrages font partie de la sélection officielle du 48e Festival de la bande dessinée d'Angoulême.
En 2022, Jérôme Dubois signe le scénario de l'ouvrage Un matin (éditions La Partie) avec Laurie Agusti au dessin. Livre jeunesse à choix multiples, Un matin est sélectionné dans la catégorie Carrément sorcière fiction du Prix Sorcières 2023 décerné par l'Association des bibliothécaires de France et reçoit le Ragazzi Award catégorie bande dessinée moyenne section à la foire internationale du livre de Bologne en 2023.
En parallèle de son activité d'auteur, Jérôme Dubois produit des illustrations pour la presse notamment pour les journaux Libération, Le Monde ou encore le New York Times,,.
En 2022, il réalise la maquette de l'ouvrage Les Magiciens de Blexbolex publié aux éditions La Partie.

## Œuvres

### Bandes dessinées
- Immatériel, Cornélius, 2024, 216 p. (ISBN 9782360812226)

- Citéville, Cornélius, 2020, 184 p. (ISBN 9782360811694)
- Citéruine, Éditions Matière, 2020, 180 p. (ISBN 9782916383613)
- Bien normal, Cornélius, 2018, 64 p. (ISBN 9782360811540)
- Tes yeux ont vu, Cornélius, 2017, 168 p. (ISBN 9782360811410)
- Jimjilbang, Cornélius, 2014, 114 p. (ISBN 9782360810789)

### Livres jeunesse
- Un Matin (ill. Laurie Agusti), La Partie, 2022, 96 p. (ISBN 9782492768286)

### Revues collectives
- Nicole (et Franky), vol. 2, Cornélius, 2015, 304 p. (ISBN 9782360810925)
- Nicole (et Franky), vol. 4, Cornélius, 2016, 304 p. (ISBN 9782360811090)
- Nicole (et Franky), vol. 6, Cornélius, 2017, 304 p. (ISBN 9782360811298)
- Nicole, vol. 7, Cornélius, 2018, 304 p. (ISBN 9782360811502)
- Nicole, vol. 8, Cornélius, 2019, 304 p. (ISBN 9782360811632)
- Nicole, vol. 9, Cornélius, 2020, 304 p. (ISBN 9782360811748)
- Nicole, vol. 10, Cornélius, 2021, 304 p. (ISBN 9782360811885)
- Nicole, vol. 12, Cornélius, 2023, 304 p. (ISBN 9782360812011)

## Principales expositions
- Citéville/Citéruine, Arts Factory, Paris, 2020[13]
- Cité in/Cité out, Médiathèque Françoise Sagan, Paris, 2021[23]
- Citéville/Citéruine, Galerie Lieu 9, Aix-en-Provence, 2022[15]
- Causa Absurda, exposition collective, Festival BD Bastia, 2023[24]

### Articles
- Anne-Claire Norot, « Jérôme Dubois, Tes yeux ont vu », Les Inrocks, no 1141,‎ 11 octobre 2021, p. 86
- Daphné Bétard, « Deux BD pour une ville en miroir », Beaux Arts Magazine, no 434,‎ août 2020
- « Qui sont les auteurs de demain ? », Les cahiers de la BD, no 1,‎ octobre 2017, p. 113
- Marguerite Baux, « Le voyage au centre de la tête », Grazia,‎ 25 avril 2014, p. 166
- Ronan Lancelot, « Voyage intérieur », dBD, no 81,‎ mars 2014, p. 69

### Interviews
- (fr) Jérôme Dubois, Entretien radiophonique par François Poudevigne, La Peau de l'ours.e, Podcast documentaire du festival BD Colomiers, 25 novembre 2023 (consulté le 12 mars 2024).
- (fr) Jérôme Dubois, Interview par Raphaël Barban, Picsoumaniak Club 313, Picsou Magazine, 2023
- (fr) Jérôme Dubois, Entretien radiophonique par François Macé De Lepinay, Le monde d'après... et après, Le Rayon BD, France culture, 30 août 2020 (consulté le 12 mars 2024).
- (fr) Jérôme Dubois, Article en ligne par Marius Chapuis, Citéville, Citéruine, mondes parallèles, Libération, 17 juillet 2020 (consulté le 12 mars 2024).
- (fr) Jérôme Dubois, Article en ligne par Rémi Barnault, Jérôme Dubois (Immatériel) : « Faire un truc axé sur le réel, ça m’ennuie un peu », ActuaBD, 12 février 2025 (consulté le 17 mai 2025).